# Terukazu Tanaka
Terukazu Tanaka (jap. 田中 輝和 Tanaka Terukazu; ur. 14 lipca 1985) – japoński piłkarz występujący na pozycji obrońcy.

## Kariera klubowa
Od 2004 do 2011 roku występował w klubach Omiya Ardija, Yokohama FC i Sagan Tosu.